# 빈약한 도메인 모델
빈약한 도메인 모델(anemic domain model)은 도메인 객체들에 비즈니스 로직(확인, 계산, 비즈니스 규칙 등)이 거의 없거나 아예 없는 소프트웨어 도메인 모델의 이용이다.

## 개요
이 패턴은 해당 기법을 안티패턴으로 간주한 마틴 파울러에 의해 처음 기술되었다.
안티패턴의 근본적인 공포는 객체 지향 디자인의 기초적인 개념과 반대된다는 점이다. (즉, 데이터와 과정을 한 데 병합하는 것) 빈약한 도메인 모델은 단지 절차적 스타일의 디자인이다... 수많은 사람들은 빈약한 객체들이 실제 객체들로 생각하므로 객체 지향 설계의 요점을 완전히 놓치게 된다.

## 예시
빈약함
```
class
 
Box

{

    
public
 
int
 
Height
 
{
 
get
;
 
set
;
 
}

    
public
 
int
 
Width
 
{
 
get
;
 
set
;
 
}

}

```

빈약하지 않음
```
class
 
Box

{

    
public
 
int
 
Height
 
{
 
get
;
 
private
 
set
;
 
}

    
public
 
int
 
Width
 
{
 
get
;
 
private
 
set
;
 
}

    
public
 
Box
(
int
 
height
,
 
int
 
width
)

    
{

        
if
 
(
height
 
<=
 
0
)
 
{

            
throw
 
new
 
ArgumentOutOfRangeException
(
nameof
(
height
));

        
}

        
if
 
(
width
 
<=
 
0
)
 
{

            
throw
 
new
 
ArgumentOutOfRangeException
(
nameof
(
width
));

        
}

        
Height
 
=
 
height
;

        
Width
 
=
 
width
;

    
}

    
public
 
int
 
Area
()

    
{

       
return
 
Height
 
*
 
Width
;

    
}

}

```

## 같이 보기
- Plain Old Java Object
- 도메인 주도 설계